# ヴェンツェル・アントン・フォン・カウニッツ
ヴェンツェル・アントン・フォン・カウニッツ＝リートベルク （ドイツ語: Wenzel Anton Graf von Kaunitz-Rietberg、チェコ語: Václav Antonín hrabě Kounic-Rietberg、1711年2月2日 - 1794年6月27日）は、オーストリア（ハプスブルク帝国）の政治家。

## 概要
モラヴィアへ移住したドイツ系ボヘミア貴族である第3代カウニッツ伯マクシミリアン・ウルリヒ（1679年 - 1746年）の19人の子の1人としてウィーンで生まれた。
エクス・ラ・シャペル（アーヘン）の和平会議で頭角をあらわす。
1750年から1752年の間、駐フランス大使になってパリでの人脈を築く。1753年にウィーンに戻り、1792年まで宰相を務め、マリア・テレジアとヨーゼフ2世の2代に仕えた。
1756年にヴェルサイユ条約を結んでフランスを味方に引き入れ、プロイセンを孤立させるいわゆる外交革命を実現させた。七年戦争において、プロイセンからシュレージエンを奪回することはできなかったが、この結果ハプスブルク家とフランスのブルボン家との長年の対立が緩和され、1770年にマリー・アントワネットのフランス王家への輿入れにつながった。
当初フランス政府はマリー・アントワネットの受け入れには消極的だった。七年戦争におけるイギリスとの植民地戦争に完敗したフランスは、その敗因がハプスブルク家との同盟にあったからだと考えていたためである。これに対し、駐仏大使の努力や、新教国プロイセンに対抗する意図、カウニッツの対イギリス不信などが重なって実現した。
第1回のポーランド分割に際してはヨーゼフ2世とともに賛成して、マリア・テレジアの反対を押し切って参加。国内では国教会の確立と啓蒙的な改革を実行した。
1792年、レオポルト2世が死去してフランツ2世が即位すると、職を辞して引退した。その2年後、ウィーンで死去した。